# یوکا نوکوی
یوکا نوکوی (انگلیسی: Yuka Nukui؛ زادهٔ 30 December) صداپیشه اهل ژاپن است. وی از سال ۲۰۱۶ میلادی تاکنون مشغول فعالیت بوده‌است.